# Комплексна динамика
Комплексната динамика е математическа дисциплина обединяваща методи от комплексния анализ и теорията на динамичните системи. Математическото моделиране на комплексни динамики включва моделирането на топологични представяния на множество системи и дистрибуцията на секвенции от динамични системи, всяка от които съответства на определено състояние към неговото динамично развитие .
Основен обект в комплексната динамика са динамични системи получени чрез итерации на комплексни функции на една и повече променливи. Корените на науката може да бъдат проследени до трудовете на Монтел върху нормални фамилии от 20-те години на ХХв.

## Виж още
- Символна динамика